# Puchar Świata w skeletonie 1990/1991
Sezon 1990/1991 Pucharu Świata w skeletonie – 5. sezon Pucharu Świata w skeletonie. Rozegrany został tylko jeden konkurs, 9 lutego 1991 w Sankt Moritz, w Szwajcarii.
Po raz drugi z rzędu zwyciężył Austriak Christian Auer.

## Kalendarz Pucharu Świata
| Lp.                            | Data          | Miejscowość  | 1. miejsce     | 2. miejsce         | 3. miejsce  |
| ------------------------------ | ------------- | ------------ | -------------- | ------------------ | ----------- |
| Mistrzostwa Świata 1991 – Igls |               |              |                |                    |             |
| 1.                             | 9 lutego 1991 | Sankt Moritz | Christian Auer | Michael Grünberger | Andi Schmid |

## Klasyfikacja
| lp. | zawodnik           | kraj          | punkty |
| --- | ------------------ | ------------- | ------ |
| 1.  | Christian Auer     | Austria       | 45     |
| 2.  | Michael Grünberger | Austria       | 42     |
| 3.  | Andi Schmid        | Austria       | 40     |
| 4.  | Gregor Stähli      | Szwajcaria    | 39     |
| 5.  | Franz Plangger     | Austria       | 38     |
| 6.  | Bruce Sandford     | Nowa Zelandia | 37     |
| 7.  | Alex Müller        | Austria       | 36     |
| 8.  | Martin Thaler      | Austria       | 35     |
| 9.  | Richard Baumann    | Niemcy        | 34     |
| 10. | Fred Markl         | Niemcy        | 33     |